# Marcin Klaczka
Marcin Klaczka (ur. 13 sierpnia 1973 w Knurowie) – polski piłkarz grający na pozycji obrońcy. 
Grał w Concordii Knurów, Dyskobolii Grodzisk Wielkopolski, Lechii/Polonii Gdańsk, Ruchu Radzionków, Włókniarzu Kietrz, Podbeskidziu Bielsko-Biała, Ruchu Chorzów, Pniówku Pawłowice Śląskie, KS Krasiejów, MRKS Czechowice-Dziedzice i Tempie Paniówki.
W polskiej I lidze rozegrał 33 mecze (21 w Dyskobolii i 12 w Ruchu Radzionków) i zdobył 1 bramkę w barwach Ruchu Radzionków.